# 阿尔比亚克 (洛特省)
阿尔比亚克（法語：Albiac，法語發音：[albjak]）是法国洛特省的一个市镇，属于菲雅克区。

## 地理
阿尔比亚克（44°45'58"N, 1°48'40"E）面积3.83 平方千米，位于法国奧克西塔尼大區洛特省，该省份为法国西南部内陆省份，北起顺时针与科雷兹省、康塔爾省、阿韦龙省、塔恩-加龙省、洛特-加龍省和多尔多涅省接壤。
与阿尔比亚克接壤的市镇（或旧市镇、城区）包括：艾纳克、比奥、伊桑多吕、赛涅、泰米讷。

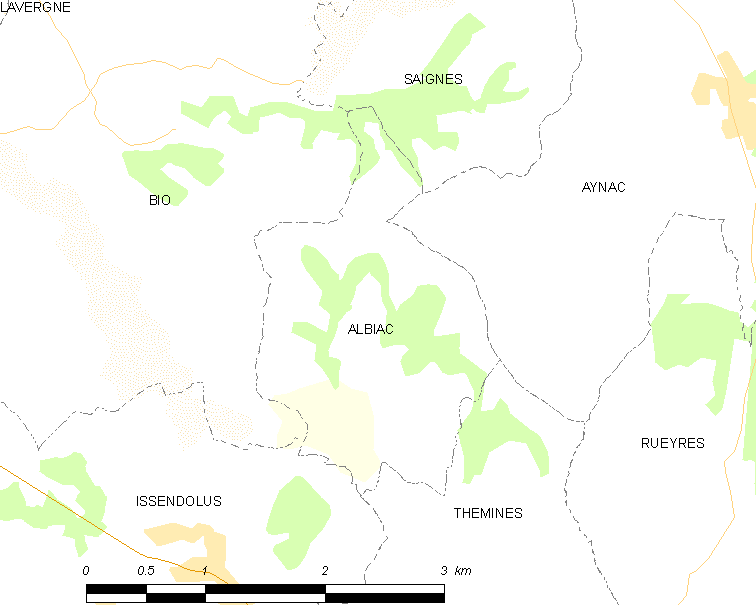
的OSM定位图

阿尔比亚克的时区为UTC+01:00、UTC+02:00（夏令时）。

## 行政
阿尔比亚克的邮政编码为46500，INSEE市镇编码为46002。

## 政治
阿尔比亚克所属的省级选区为格拉马县。

## 人口

1962-2008年间人口变化图示

阿尔比亚克于2022年1月1日时的人口数量为88人。